# Brachidontes rodriguezii
Brachidontes rodriguezii es una especie de molusco bivalvo de la familia Mytilidae nativa de América del Sur, donde se encuentra en las costas de Argentina y Uruguay. Fue clasificado por Alcide d'Orbigny en 1842; originalmente llamado Mytilus rodriguezii. En la costa argentina se lo conoce vulgarmente como mejillín.

## Descripción y distribución
Suele madurar sexualmente a partir de una longitud de entre 6-15 mm de largo.
La distribución del molusco se limita desde las costas de Punta Ballena en Uruguay hasta la bahía San Blas en Argentina. El mejillín habita en una zona intermareal rocosa.